# Unilateralisme
Unilateralisme er enhver doktrin eller dagsorden, der støtter ensidig handling og virkemåde. Denne handling kan se helt bort fra andre parter med enten modstridende eller komplimenterede synspunkter, eller være et udtryk for at forpligte sig til en retning, som andre parter kan finde ubehagelig. Unilateralisme bliver som ord bekræftet værende opstået i 1926, hvor den her havde relation til unilateral nedrustning. Den bredere nuværende betydning dukker op i 1964. Unilateralisme står i kontrast til multilateralisme, der typisk betegner en stræben efter udenrigspolitiske mål i samarbejde med allierede.
Unilateralisme og multilateralisme repræsenterer to forskellige politiske tilgange til internationale problemer. Når multilaterale aftaler er absolut nødvendige, for eksempel, når der er tale om international handelspolitik, foretrækkes bilaterale aftaler som regel af unilateralismens tilhængere.
Unilateralisme kan være at foretrække i de tilfælde, hvor det antages som værende det mest effektive, dvs. i spørgsmål, der kan løses uden samarbejde. En regering kan imidlertid også have en hovedpræference for unilateralisme eller multilateralisme og foreksempel stræbe efter at undgå politikker, der er urealiserbare med unilateralisme, eller som alternativ forfægte multilaterale løsninger på problemer, der ikke behøvede samarbejde og derfor godt kunne være løst ensidigt.
Regeringer vil som regel argumentere for, at deres ultimative eller mellemfristede mål er bedst tjent med en styrkelse af multilaterale ordninger og institutioner, som det mange gange var tilfældet i perioden med den europæiske koncert.
Den kompromisløse parlamentarisme (eng.: "Adversarial Parlamentarism"), der kendetegner mange andre lande, dog særligt dem med et "først til mølle" valgsystem (eng.: "First-past-the-post") som i Storbritannien og USA, er et eksempel på unilateralisme. Det er ulig den danske konsensussøgende parlamentarisme der omvendt overvejende tilstræber brede forlig over midten, hvilket er et eksempel på multilateralisme.

## Yderligere læsning
- Walter A. McDougall, Promised Land, Crusader State (1997)
- John Lewis Gaddis, Surprise, Security, and the American Experience (2004)
- Bradley F. Podliska, Acting Alone (2010)